# كريس بولك
كريس بولك (بالإنجليزية: Chris Polk)‏ هو لاعب كرة قدم أمريكية أمريكي، ولد في 16 ديسمبر 1989 في سان بدروس ‏ في الولايات المتحدة.

## وصلات خارجية
- كريس بولك على موقع مرجع كرة القدم المحترفة.كوم (الإنجليزية)